# Tsukubamirai
Tsukubamirai (jap. つくばみらい市 Tsukubamirai-shi) – miasto w Japonii, w prefekturze Ibaraki, na wyspie Honsiu. Ma powierzchnię 79,16 km². W 2020 r. mieszkały w nim 49 872 osoby, w 19 955 gospodarstwach domowych  (w 2010 r. 44 461 osób, w 15 264 gospodarstwach domowych) .

## Historia
Miasto Tsukubamirai powstało 27 marca 2006 roku w wyniku połączenia miejscowości Ina i wioski Yawara (z powiatu Tsukuba).

## Geografia
Miasto sąsiaduje z miastami:
- Moriya
- Tsukuba
- Ryūgasaki
- Toride
- Jōsō

## Populacja
Zmiany w populacji terenu miasta w latach 1950–2020: